# 福建博物院
26°05′50″N 119°16′57″E / 26.09722°N 119.28250°E
福建博物院，簡稱閩博，是一座位于福建省福州市的省级综合性博物馆，现有馆藏文物和自然标本近17万余件，其中珍贵文物3万余件。

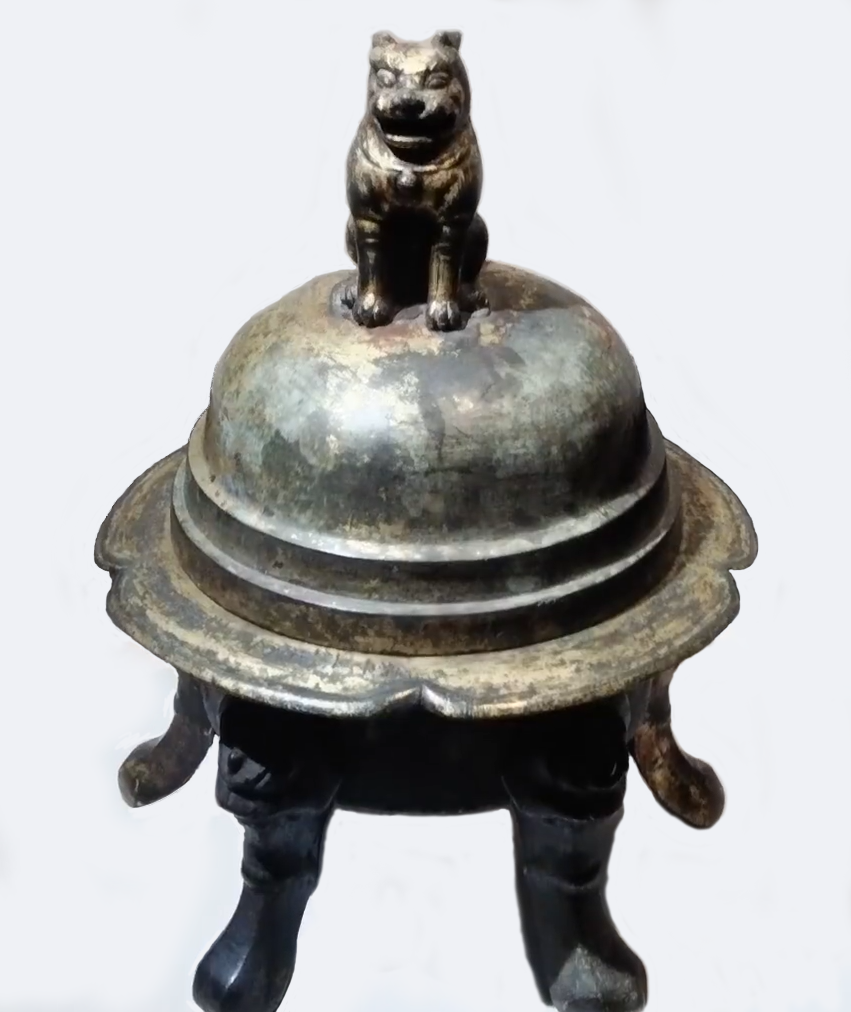
“闽王王延翰”铭铜鎏金狮形香炉。现藏于福建博物院。

## 历史

### 福建省立科学馆（1933.10.23 - 1949.8）
地点：鼓屏路粮食大厦与省发委一带、沙县（抗战期间）
概况：
1.  科学馆设馆宗旨为普及民众科学知识、辅助学校科学教育及解决社会上关于科学疑问之机关。
2.  物理学部、气象测候所、化学学部、矿物学部、生物学部、动物园、民众科学教育委员会、编辑委员会及总务处。
3.  对福建省立医学院、福州一中等大中学校学生开放实验室。
4.  定期每周二在《福建民报》出版《科学常识》月刊。
5.  定期每周四在福建广播电台宣讲科学常识一次。
6.  气象测候所将观测的气象要素通知广播电台定时广播，提供《福建民报》登载。

### 福建省人民科学馆（1949.8 - 1953.4）
地点：福州鼓屏路
概况：
1.  除主要进行科普宣传工作外，兼办人力车工人、搬运工人夜间文化补习班。
2.  内设总务、业务两部。物理学部、化学学部的设备移交福州一中使用；中外理化图书移交省图书馆。
3.  增设幻灯工场，兼筹备“省科联”、“省科协”工作。
4.  1952年12月底，人民科学馆撤销改办为省博物馆筹备处和省幻灯制片厂两个单位。“省科联”、“省科协”亦迁出馆外办公。
5.  1953年2月，省文管会由南门兜文庙迁至鼓屏路，与博物馆 (科学生物部）合署办公，成为省博物馆所属的文物组。

### 福建省博物馆筹备处（1953.4.7 - 1972.1）
地点：福州鼓屏路、武夷山（1955）、福州西湖公园（1960）、闽侯（1962）、外贸大楼（1970）
概括：
1.  机构性质由先前的科学博物展览、研究，改变为综合博物展览、研究。
2.  1959年10月，省委、省人委筹办《福建省十年成就展览会》，在西湖公园官家村空地兴建木构单层展览厅―万多平方米。1962年2月起，展览移交省博物馆负责继续展出，所有房屋、展品、家具等均归省博物馆使用，会址作为省博物馆馆址。
3.  内设文物组、自然组、保管组、总务处。
4.  文革期间，大部分工作处于停顿状态。

### 福建省博物馆（1972.1 - 2002.10）
地点：西湖公园窑角屿（官家村）
概况：
1.  内设考古部、保管部、自然部、古代史部、近代史部、群工部、办公室、财务科、保卫科、积翠园艺术馆。
2.  1979年8月，《福建文博》创刊。
3.  1983年4月8日，出土文物展厅失窃。
4.  1984年6月，省文管会成立考古队，由省博物馆考古部人员组成；9月2日，林则徐铜像落成。
5.  1991年9月25日，福建积翠园艺术馆奠基。
6.  1998年6月12日，新馆工程奠基。昙石山遗址博物馆成立。
7.  1999年，福建闽越王城博物馆成立。

### 福建博物院（2002.10至今）
地点：西湖公园窑角屿（官家村）
概况：
1.  国家一级博物馆（2008）、最具创新力博物馆（2015）。
2.  全国唯一集博物馆、考古所、自然馆、艺术馆、文保中心、水下考古研究基地“六合一”单位。
3.  内设考古研究所、典藏研究部、陈列设计部、社会教育部、文创中心、学术研究部、交流部、自然科学部、积翠园艺术馆、办公室、财务部、人事教育部、信息工程部、安全保卫部。
4.  2011年8月24日，“国家水下文化遗产保护福建基地”揭牌。
5.  2012年11月，完成机构改革，实行全员聘用制。

## 现状
福建博物院新馆位于福建省福州市鼓楼区湖头街96号西湖公园旁，占地6公顷，建筑面积3.6万平方米，展览面积1.5万平方米，展厅15个，其中包括“福建古代文明之光” “福建古代外销瓷”“福建戏曲大观”“工艺藏珍”“馆藏书画精品陈列”“恐龙世界”“动物万象”7个基本展厅和6个临时展厅。现有馆藏文物和自然标本近17万余件，其中珍贵文物3万余件。